# Alain Thébault
Pour les articles homonymes, voir Thébault.
Alain Thébault est un navigateur et concepteur de bateaux, français, né le 19 septembre 1962 à Dijon.

## Travaux sur les navires à foils

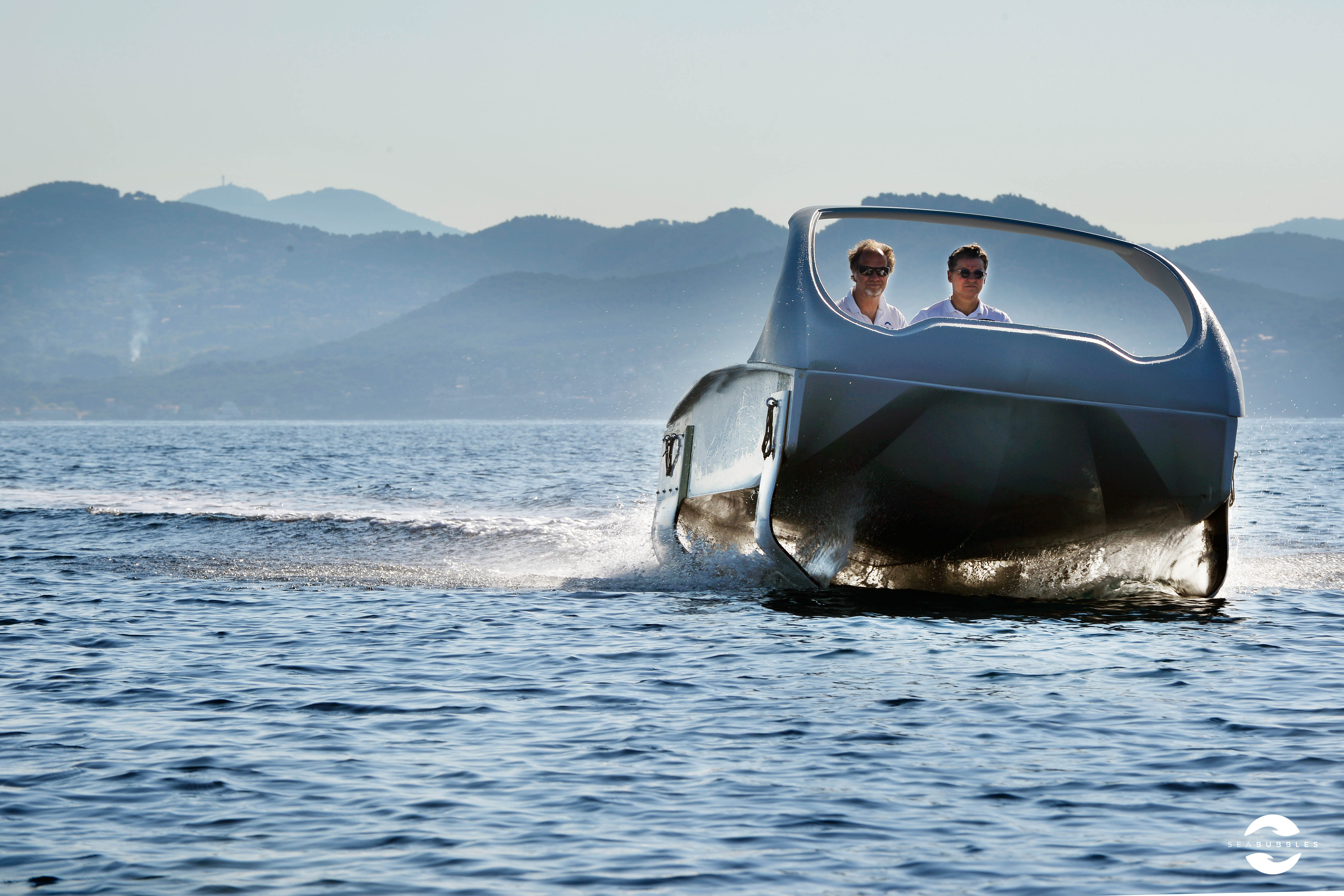
Un Seabubble.

Avec le soutien d'Éric Tabarly, il a dirigé à la conception d'un bateau multicoque à foils, concrétisé sous le nom L'Hydroptère grâce à une équipe d'ingénieurs, issus pour beaucoup de l'aéronautique (Dassault Aviation), et de financiers. Lancé en 1995, L'Hydroptère atteint 35 nœuds la même année. Plusieurs années de navigation et de modifications lui permettent d'aller affronter le record de vitesse à la voile, pour atteindre le 13 novembre 2009 la vitesse de 51,36 nœuds et de 50,17 nœuds de moyenne sur un mille nautique. 
Après une traversée de l'Océan Pacifique entre Honolulu et Los Angeles, Alain Thébault rejoint ses trois filles et ensemble leur vient l'idée de créer des bateaux pour désengorger le trafic dans villes situées au bord de l'eau : les SeaBubbles, des navettes 100% électriques qui volent au dessus de l'eau grâce à des foils. Des prototypes sont fabriqués : ils volent sur le lac Léman et sur la Seine, les images font le tour du monde mais ils s'avèrent trop petits et trop lents. Alain Thébault revient en 2021 avec THE JET ZeroEmission, une navette rapide sur foils fonctionnant à l'hydrogène (zéro vague, zéro bruit, zéro émission) destinée au transport de 8 à 10 personnes sur les lacs, fleuves et parcours côtiers. La vitesse de croisière attendue est de 40 nœuds. Les premiers vols sont attendus à Dubaï à la fin 2023 lors de la COP28.